# Крижанівський Микола Сергійович
Крижанівський Микола Сергійович — радянський, український кінооператор, організатор кіновиробництва.

## Життєпис
Народився 19 липня 1938 р. в Ірпіні в родині робітника. Закінчив факультет журналістики Київського державного університету ім. Т. Г. Шевченка (1969).
Працював асистентом оператора та оператором в кінолабораторіях Київського університету та сільськогосподарської академії.
З 1965 р. — оператор студії «Укртелефільм», директор об'єднання.
Зняв стрічки: «Полтавська самодіяльність», «Пісні щасливого краю» (1965, у співавт.), «Веснянка», «Безталанна», «Джерело натхнення», «Співає Джордже Мар'янович», «Дніпрові зорі», «Знайомі мелодії», «Мелодії друзів», «Соловей з села Маршинці», «Шварц-Вайсс», «77 тромбонів», «Юрій Коцюбинський», «Симфонія» (1966, у співавт., Диплом І ст. І Всесоюзного фестивалю телефільмів, Київ, 1966), «Буйноцвіття талантів», «Філіпінки в Києві» (1967), «Буковинські вечірки», «Співає Лілі Іванова», «Телевізійний музичний альманах» (1968, випуск 1), «Рівно 20 з гаком» (1968, у співавт.; реж. Ю. Суярко), «Чую вас, чекайте», «Леніну пишу» (1970), «Нарисна геометрія» (Диплом II ст. і Бронзова медаль ВДНГ, Москва, 1973), «Позиційні та метричні задачі» (Диплом Міжнародного кінофестивалю навчальних фільмів, Софія, 1969, Диплом і II премія III Всесоюзного фестивалю навчальних фільмів, Куйбишев, 1971), «Десять днів овацій», «Взаємний перетин поверхні простих форм» (Диплом і II Премія IV Всесоюзного фестивалю навчальних фільмів, Куйбишев, 1973), «Мелодії Дружби», «Завжди з піснею», «Розв'язання задач динаміки», «Принцип д'Аламбера», «Стан 3600», «Київська весна» та ін.
Член Національної спілки кінематографістів України.